# 赫比格-哈羅天體
赫比格-哈羅天體（或HH天體）是宇宙中由新生恆星所形成、狀似星雲的天體。新誕生的恆星以秒速將近數百公里的高速不斷噴出氣體，這些氣體會與恆星周圍的氣體雲和灰塵雲激烈碰撞、產生光芒。赫比格-哈羅天體普遍存在於恆星生成區，在單一新生恆星的極軸附近常可見到排成一列的多個赫比格-哈羅天體。
赫比格-哈羅天體是相當短暫的天文現象，不會持續超過數千年。在氣體持續發散至星際物質中時，赫比格-哈羅天體也就漸漸模糊不可見。哈伯太空望遠鏡觀察了數個複雜的HH天體，其中有些正在消逝，另外一些因為與星際物質的碰撞漸趨激烈而越來越明亮。
赫比格-哈羅天體最早在19世紀由美國天文學家舍本·衛斯里·伯納姆所觀測，但當時被紀錄為一發射星雲。直到1940年代，美國天文學家喬治·赫比格與墨西哥天文學家吉列尔莫·阿罗才開始分別對HH天體展開研究，並確認了HH天體是恆星演化的過程。如今赫比格-哈羅天體即是為紀念兩人的貢獻而命名。

## 發現與觀察史
第一個赫比格-哈羅天體在19世紀由舍本·衛斯里·伯納姆所觀測。他在利克天文臺使用36吋折射望遠鏡觀察金牛T星時，發現附近有一處類似星雲的斑點；然而這個發現被紀錄為新的發射星雲（金牛座T），而不是新型態的天體。
金牛座T是一顆非常年輕的變星，也是一類金牛座T型星的原型星，內部尚未達到流體靜力與重力崩塌作用力間的平衡，並由星球中心以核聚變產生能量。

紅外線弓形衝擊波

50年後更多類似的小型星雲狀天體被發現。1940年代，哈羅跟赫比格開始各自獨立進行相關的研究。赫比格也觀測伯納姆星雲，並發現其電磁波譜相當不尋常，在氫、硫與氧的波段有顯著的暗線。哈羅則發現類似的天體在紅外線波段皆不可見。
接著兩人在土桑的天文學家會議上相會，起先Herbig僅略微提到他所觀察到的這些天體，但在聽聞Haro的發現後，他才提出更多詳細的研究成果。當時的蘇聯天文學者維克托·安巴楚勉提案以兩位研究者為這類型天體命名；由於這些天體是在年輕的金牛座T型星附近發現的，他因此認為這些天體是金牛座T型星演化的早期型態。
研究顯示，HH天體皆高度電離化；早期理論家推測HH天體內部可能有低光度的熱恆星。然而，HH天體的光譜缺乏紅外光線頻段，表示其內部沒有星體（恆星會散發大量紅外線）。稍晚的研究則認為星雲內部有原恆星；但最新的研究顯示，HH天體是被年輕恆星所噴射出的物質，與週遭的星際物質以超音速碰撞所造成的現象；其衝擊波產生了可見光以及輻射。.
1980年代早期，更多觀測成果揭示了HH天體的本質。HH天體是新生恆星的高密度物質噴流；新生恆星誕生的前數十萬年間，通常被一片氣體物質所形成的吸積盤環繞著；吸積盤內側的物質，因高速轉動的能量而電離化，產生的電漿於吸積盤的垂直面射出，稱為極噴射；當這些電離化的物質與星際空間的氣體以高速碰撞、產生衝擊波以及明亮的輻射時，就成為我們所觀測到的赫比格-哈羅天體。 .

## 物理特性

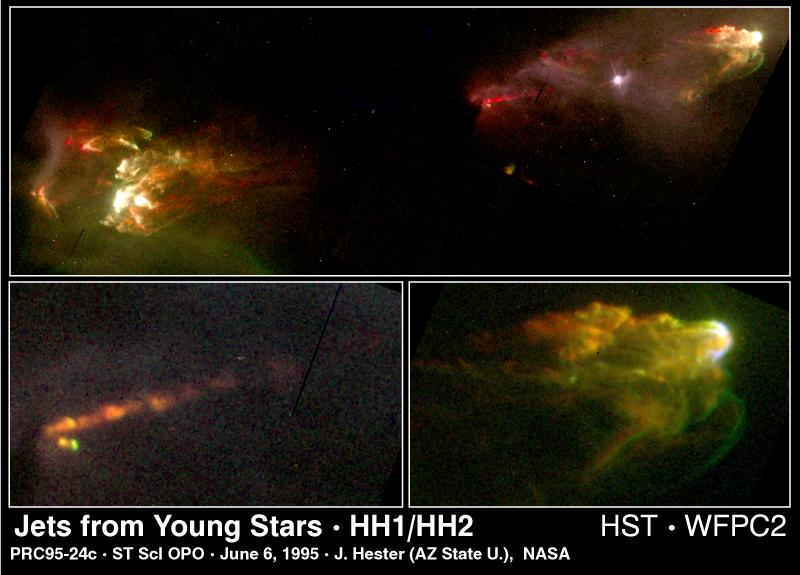
HH天體：HH1與HH2，兩者相距約一光年，對稱中心是一顆正延極軸噴發大量物質的年輕恆星。

HH天體的放射肇因於與星際物質碰撞所造成的衝擊波，其動態相當複雜。以光譜觀測分析，其都卜勒效應顯示物質的移動速度高達每秒數百公里；但HH天體所發射的電磁波譜太弱，似乎不是高速碰撞所產生的。這可能表示與之相碰撞的物質也在往同方向移動，但速度較慢。 
HH天體的噴發物質，估計其質量為地球的20倍之多；然而若與噴發恆星相比，這個量不過微乎其微。根據觀測結果顯示，HH天體的溫度約在8000–12,000 k，與其它的電離化星雲，如氫II區和行星狀星雲類似。其密度也相當高，每立方公分有數千至數萬個粒子；而氫II區或行星狀星雲的密度則少於1000/cm³。HH天體的物質組成，約75%是氫，約25%是氦，重元素不到1%，比例大致上與鄰近的年輕恆星相同。 [4]
在噴發源恆星附近，約20–30%的氣體呈电离態，離恆星越遠，這個比例就逐漸降低。再加上這些物質的移動不斷離恆星遠去，表示HH天體的物質主要是被恆星的極噴射所電離，而不是撞擊造成的衝擊波。不過噴發物質末端與星際物質衝擊的能量，還是可以讓氣體再电离，使得HH天體的末端呈現明亮的「帽子」狀。

## 數量與分佈
目前所觀察到個別的HH天體或HH天體群數量已有400多個。HH天體普遍存在於恆星形成的電離氫區中，與包克球（一種包含年輕恆星的暗星雲）鄰近；這些暗星雲通常就是HH天體噴流的源頭。單一原恆星可以重複噴射許多次，因此往往可以觀察到數個HH天體沿著噴流母星的極軸分布。
近幾年大量發現新的HH天體，但就比例來說，分布在銀河系中的HH天體卻相當少。俱估計，銀河系中應該有150000個左右的HH天體存在，然而目前的科技無法對數量如此龐大的天體群進行搜尋與觀測。大多數的HH天體都在距離噴流源0.5秒差距的範圍內，只有非常少數在1秒差距之外。然而，有一些HH天體與噴流源的距離遠達數個秒差距，這也許表示HH天體附近的星際物質密度並不高，使得噴流可以在消散之前，於真空之中移動一段很長的距離。

## 動向與變化
天體光譜學的觀測結果估計，HH天體正以秒速100至1000公里的高速遠離噴流母星。近年來哈伯太空望遠鏡的連續觀測，清楚拍下了HH天體自行運動的高解析影像。藉由視差法分析這些影像，可以得知這些HH天體與地球的距離。
隨著物質遠離噴流源，進入星際物質的HH天體，在外觀和型態方面會在數年之中慢慢改變；噴流中的某些團塊亮度可能會有所增減，或是完全消散；也可能會有新的團塊出現。噴流物質的速度差異也可能會造成HH天體外觀的改變。
噴流母星並非是持續穩定地噴射物質，而是以脈衝的方式，在同一個方向將氣體和灰塵一股股地釋放到宇宙中。每次噴流脈衝的速度可能有所不同，並使噴流物質彼此碰撞，在團塊的表面形成衝擊波。

## 噴流源

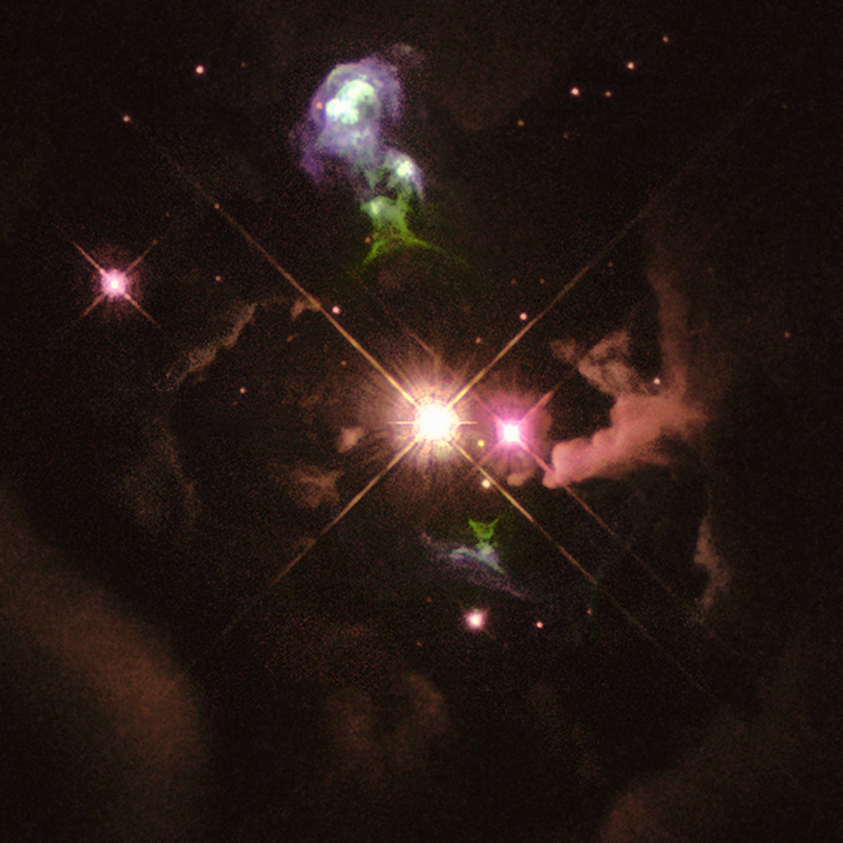
最明亮的一個赫比格-哈羅天體－HH32

赫比格-哈羅天體的噴射源都是非常年輕的恆星，其中有些還是形成中的原恆星。天文學家依紅外線輻射的等級，將這些恆星分為0，I，II與III四種等級；紅外線輻射越是強烈，表示星體週遭有越多溫度較低的物質，也就是說這個星體還在形成階段的初期。等級越高表示星體越成熟。
等級0的天體年齡只有數千年，非常年輕；這類天體的內部甚至還無法進行核融合反應，它們的能量來自於物質聚合時所釋放出的重力位能。等級I的天體，在核心內部開始有核融合反應，但由於被週遭的星雲所遮蓋，從外部無法看到它們發出的可見光，僅能從無線電波或紅外線頻段觀測。氣體與灰塵仍持續從周遭的星雲聚合到等級I的星體表面，直到星體演化到等級II的階段，此時大部分的物質都已經聚合，剩下的物質在恆星黃道面形成堆積盤。在最後的等級III階段，堆積盤的物質也各自聚合，形成環繞著原恆星的原行星。
研究顯示，大約有80%的HH天體是由雙星或是聚星（兩顆以上互繞的恆星系統）所產生的，遠比由低質量的主序星所產生的還多。這表示雙星系統中的恆星也許比較容易產生噴流，進而形成HH天體。有觀測證據顯示，規模最大的HH天體噴流可能來自於一個分裂的聚星系統。有人認為恆星應該大多是以聚星系統的型態集體生成的，在星際物質與彼此間重力的交互作用下，大多數原恆星的團塊會在演化為主序星之前被扯成碎片。

## 紅外線觀測

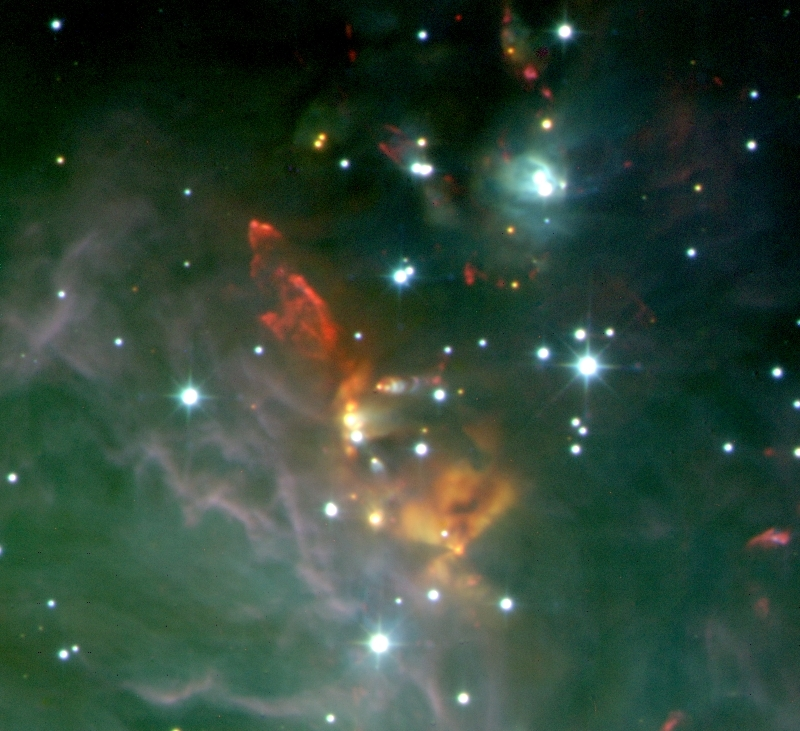
獵戶座中一個雙極噴流的分子雲所造成的弓形衝擊波的紅外線影像。圖片源自英國紅外光望遠鏡（UKIRT）與天文聯合中心（Joint Astronomy Centre）

HH天體的噴流源頭－年輕恆星及大質量的原恆星，往往被濃厚的星際氣體雲所遮蓋；這些氣體甚至會發出比原恆星還明亮的光，將原恆星的微弱光芒徹底遮掩，因此以可見光波段是無法對這些噴流源進行觀測的；只有紅外線與無線電波能夠穿透層層阻礙，到達地球。這些輻射大多是由高溫的氫分子雲所放射而出。
近幾年的天文觀測，已拍攝了大量HH天體的紅外線影像，大多數的影像都呈現出與船首行進波類似的彎曲弓形，稱為紅外線弓形衝擊波。這些紅外線弓形衝擊波的影像顯示噴流物質的前端正因與星際物質高速碰撞而釋出高溫，遠比能夠以可見光觀測的噴發還要來的劇烈。
紅外線弓形衝擊波的成因與可見光的HH天體本質上是一樣的，差別只在於與鄰近星際物質碰狀而產生的能量輻射型態。噴流物質與分子雲碰撞會造成紅外線弓形衝擊波，而與離子的游離態物質碰撞則產生可見光。
2009 年，國際天文學聯合會名稱工作小組批准將氫分子發射線物體的縮寫“MHO”用於近紅外線檢測的此類物體，並已輸入其在線參考命名詞典天體。 MHO 目錄包含 2000 多個天體。

## 紫外線赫比格-哈羅天體
在紫外光譜中已觀察到赫比格-哈羅天體。

## 外部來源

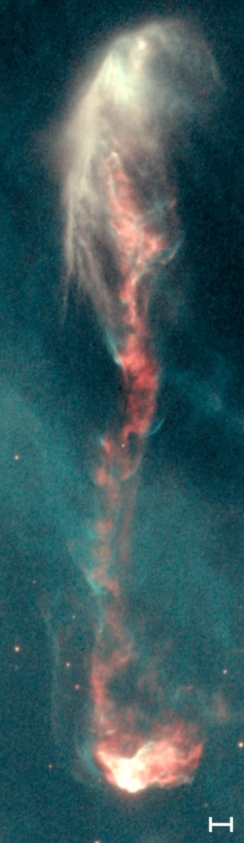
赫比格-哈羅天體 HH47，由哈伯太空望遠鏡所拍攝。圖中右下角處的尺標為1000天文單位；大約是太陽系大小的20倍，或地球至太陽距離的1000倍。

1. ^  Reipurth B., Heathcote S. (1997), 50 Years of Herbig-Haro Research. From discovery to HST, Herbig-Haro Flows and the Birth of Stars; IAU Symposium No. 182, Edited by Bo Reipurth and Claude Bertout. Kluwer Academic Publishers, 1997, p. 3-18
2. ^  Bally J., Morse J., Reipurth B. (1995), The Birth of Stars: Herbig-Haro Jets, Accretion and Proto-Planetary Disks, Science with the Hubble Space Telescope -- II, Eds: P. Benvenuti, F. D. Macchetto, and E. J. Schreier
3. ^  Dopita, M. (1978), The Herbig-Haro objects in the GUM Nebula, Astronomy and Astrophysics, vol. 63, no. 1-2, Feb. 1978, p. 237-241
4. ^  a  Brugel E.W., Boehm K.H., Mannery E. (1981), Emission line spectra of Herbig-Haro objects, Astrophysical Journal Supplement Series, vol. 47, p. 117-138
5. ^  Bacciotti F., Eislöffel J., (1999), Ionization and density along the beams of Herbig-Haro jets, Astronomy and Astrophysics, v.342, p.717-735
6. ^  Giulbudagian, A. L. (1984), On a connection between Herbig-Haro objects and flare stars in the neighborhood of the sun, Astrofizika, vol. 20, Mar.-Apr. 1984, p. 277-281
7. ^  Lada C.J. (1987), Star formation - From OB associations to protostars, in Star forming regions; Proceedings of the Symposium, Tokyo, Japan, Nov. 11-15, 1985 (A87-45601 20-90). Dordrecht, D. Reidel Publishing Co., 1987, p. 1-17
8. ^  Andre P., Ward-Thompson D., Barsony M. (1993), Submillimeter continuum observations of Rho Ophiuchi A - The candidate protostar VLA 1623 and prestellar clumps, Astrophysical Journal, vol. 406, p. 122-141
9. ^  Reipurth B., Rodríguez L.F., Anglada G., Bally J. (2004), Radio Continuum Jets from Protostellar Objects, Astronomical Journal, v. 127, p. 1736-1746
10. ^  Davis C.J., Eisloeffel J. (1995),  Near-infrared imaging in H2 of molecular (CO) outflows from young stars,  Astronomy and Astrophysics, vol. 300, p 851-869.
11. ^  Smith M.D., Khanzadyan T., Davis C.J. (2003), Anatomy of the Herbig-Haro object HH 7 bow shock, Monthly Notices of the Royal Astronomical Society, vol. 339, p. 524-536.

## 外部連結
- 美國科羅納多大學的HH天體圖庫 （页面存档备份，存于）
- 太空生物學/太空人與宇宙飛行百科全書的HH資料 （页面存档备份，存于）
- 哈伯太空望遠鏡所拍攝到的HH天體噴流動畫 （页面存档备份，存于）